# 豪鎮 (印第安納州)
豪镇（英語：Howe）是位於美國印地安納州拉格蘭奇縣的一個人口普查指定地區。

## 人口
根據2010年美國人口普查的數據，豪镇的面積為4.63平方千米，當中陸地面積為4.63平方千米，而水域面積為0.00平方千米。當地共有人口807人，而人口密度為每平方千米174.3人。